# Cut'N'Move
Cut'N'Move er et dansk band som blev dannet i slutningen af 1980'erne. Bandet var et af de allerførste danske bands, som producerede musik i dance-genren.
Gruppens første single, "Take No Crap" ( senere med titlen: "Get Serious (Take No Crap)") blev et stort hit i det meste af Europa. De havde senere et andet stort hit i form af nummeret "Give It Up", som var en coverversion af en KC and the Sunshine Band-sang. Nummeret lå bl.a. nummer 1 i Tyskland og Australien i fire uger. Gruppen havde også andre hits som "Peace, Love & Harmony" og "I'm Alive".
Forsangeren Thera Hoeymans afløste den oprindelige sanger Chris C. og efter Get Serious-albummet kom Zindy Laursen også med som sangerinde.
Hoeymans spillede sin sidste koncert med Cut'N'Move nytårsaften 1993, hvorefter hun forlod bandet. Således blev det kun til et enkelt album med to sangerinder. Bandet forsatte herefter endnu nogle år på lavere blus. Foruden deres egen musik producerede musikerne i Cut'N'Move også forskellige remixes for andre kunstnere.

## Gruppens begyndelse
Cut'N'Move udspringer af gruppen Groovy Groves, der tidligt i 1989 indspillede singlen "How To Allow It" efter at have fået kontrakt med Submission Records i England i sommeren 1989. Singlen blev kun udgivet i få eksemplarer til DJ's. Denne sang kan findes på Cut'N'Moves første album, Get Serious. Groovy Groves bestod af Per Holm, Pelle Brændgaard, Niels Rayet Pors, Dan Lumbye, Christian Willesen og Christine Christiansen. Dan og Christian startede senere gruppen Nice Device.
Gruppen bestod oprindeligt af Per Holm, Jørn K, Christine Christiansen (Chris C.) og MC Zipp. Chris C. forlod bandet, og Thera Hoeymans kom til; senere kom Zindy Laursen med. I slutningen af 1989 fik gruppen John Aagaard som manager, og den begyndte at spille uden for Aarhus. Navnet Cut'N'Move kommer fra en funktion i det sequencer-program, bandet brugte (Creator). Tidligt i 1990 skrev gruppen kontrakt med Soulshocks Soul Power Records.
Cut'N'Moves første single, "Take no Crap", blev først udgivet hos Soul Power Records. Kontrakten blev derefter solgt til Epic Records.
"Take No Crap" ændrede navn til "Get Serious" for det internationale marked, hvor den blev højt placeret på dance-hitlister i både Europa, Brasilien og Australien. Gruppens første album udkom i 1991 på Epic.

## Danish Music Awards
Cut'N'Move har modtaget fire Danish Music Awards (på det tidspunkt kaldet Danish Grammy). 
| År   | Award                            |
| ---- | -------------------------------- |
| 1992 | Årets nye danske navn            |
| 1992 | Årets danske hit                 |
| 1992 | Årets danske rap/dance-udgivelse |
| 1997 | Årets danske dance-udgivelse     |

## Diskografi

### Album
- Get Serious (1991)
- Peace, Love & Harmony (1993)
- The Sound of Now (1995)
- Into the Zone '91-'96 (1996)
- Hits'N'Remix (2003)

### Singler
| År                                                                            | Titel                   | Højeste hitlisteplacering | Højeste hitlisteplacering | Højeste hitlisteplacering | Højeste hitlisteplacering | Højeste hitlisteplacering | Højeste hitlisteplacering | Højeste hitlisteplacering | Højeste hitlisteplacering | Højeste hitlisteplacering | Højeste hitlisteplacering | Højeste hitlisteplacering | Certificeringer           | Album                 |
| År                                                                            | Titel                   | AUS                       | AUT                       | DEN                       | GER                       | NLD                       | NOR                       | NZ                        | SWI                       | UK                        | US                        | US Dance                  | Certificeringer           | Album                 |
| ----------------------------------------------------------------------------- | ----------------------- | ------------------------- | ------------------------- | ------------------------- | ------------------------- | ------------------------- | ------------------------- | ------------------------- | ------------------------- | ------------------------- | ------------------------- | ------------------------- | ------------------------- | --------------------- |
| 1990                                                                          | "Take No Crap"          | —                         | —                         | 1                         | —                         | —                         | —                         | —                         | —                         | —                         | —                         | —                         |                           | Get Serious           |
| 1991                                                                          | "Get Serious"           | —                         | —                         | —                         | —                         | —                         | —                         | —                         | —                         | —                         | 76                        | 8                         |                           | Get Serious           |
| 1991                                                                          | "Spread Love"           | —                         | —                         | 1                         | —                         | —                         | —                         | —                         | —                         | —                         | —                         | 9                         |                           | Get Serious           |
| 1993                                                                          | "Give It Up"            | 1                         | 6                         | 1                         | 6                         | 30                        | 2                         | 5                         | 34                        | 61                        | —                         | —                         | - AUS: Platin - GER: Guld | Peace, Love & Harmony |
| 1993                                                                          | "Peace, Love & Harmony" | 35                        | —                         | —                         | —                         | —                         | —                         | —                         | —                         | —                         | —                         | —                         |                           | Peace, Love & Harmony |
| 1993                                                                          | "Sunshine"              | 92                        | —                         | —                         | 85                        | —                         | —                         | —                         | —                         | —                         | —                         | —                         |                           | Peace, Love & Harmony |
| 1995                                                                          | "I'm Alive"             | —                         | 21                        | 4                         | 61                        | —                         | —                         | —                         | —                         | 49                        | —                         | 46                        |                           | The Sound of Now      |
| 1995                                                                          | "Real Emotion"          | —                         | —                         | —                         | —                         | —                         | —                         | —                         | —                         | —                         | —                         | —                         |                           | The Sound of Now      |
| 1996                                                                          | "Missionary Man"        | 137                       | —                         | —                         | —                         | —                         | —                         | —                         | —                         | —                         | —                         | —                         |                           | Into the Zone '91-'96 |
| 1996                                                                          | "Upside Down"           | —                         | —                         | —                         | —                         | —                         | —                         | —                         | —                         | —                         | —                         | —                         |                           | Into the Zone '91-'96 |
| "—" denotes items which were not released in that country or failed to chart. |                         |                           |                           |                           |                           |                           |                           |                           |                           |                           |                           |                           |                           |                       |